# Konrad Zdarsa
Konrad Zdarsa (ur. 7 czerwca 1944 w Hainichen w Saksonii) – niemiecki duchowny katolicki, biskup görlitzki w latach 2007–2010, biskup Augsburga w latach 2010–2019.

## Życiorys
Urodził się w Hainichen jako siódme dziecko, w wielodzietnej rodzinie mającej swoje korzenie w Styrii i Bawarii. Z tego powodu we wczesnej młodości był uznawany przez władze NRD za cudzoziemca. Po zdaniu egzaminu dojrzałości pojął studia teologiczne i filozoficzne w Erfurcie. 16 marca 1974 otrzymał święcenia kapłańskie w Dreźnie z rąk biskupa miśnieńskiego Gerharda Schaffrana.
Następnie podjął pracę w parafii św. Franciszka Ksawerego w Dreźnie. W 1976 został wikarym parafii katedralnej i sekretarzem biskupa. W 1977 został skierowany na studia specjalistyczne z zakresu prawa kościelnego na Papieski Uniwersytet Gregoriański do Rzymu, które ukończył w 1982 otrzymując tytuł doktora.
Po powrocie z Rzymu został wikarym w parafii Dresden-Pillnitz. W 1983 został kanclerzem w kurii biskupiej. Następnie w 1985 proboszczem w Freital, dyrektorem Caritasu diecezji drezdeńsko-miśnieńskiej (1990), proboszczem w Chemnitz (1991). W latach 1993–2001 był administratorem parafii Maria Hilf w Chemnitz.
Od lutego 2004 był wikariuszem generalnym diecezji drezdeńsko-miśnieńskiej.
24 kwietnia 2007 papież Benedykt XVI mianował go biskupem görlitzkim. Konsekracja odbyła się w katedrze św. Jakuba w Görlitz 23 czerwca tego samego roku, a uczestniczyli w niej: kard. Georg Sterzinsky, bp Joachim Reinelt i bp Rudolf Müller. 8 lipca 2010 został nominowany biskupem Augsburga, zaś 23 października 2010 kanonicznie objął tenże urząd. 4 lipca 2019 przeszedł na emeryturę.
Jako dewizę biskupią przyjął hasło: Ipse est enim pax nostra (Bo On jest naszym pokojem).